# Ignacio Díaz Toro
Ignacio Díaz Toro fue un militar mexicano. Fue un guerrillero republicano que nació en Tamazula, Jalisco.
Ya desde muy joven, a los 20 años, fue aprehendido en el Paso de los Novillos, tralléndosele a Colima acusado de haber desertado de las filas, pues el gobierno en turno era conservador. La Corte Marcial lo sentenció a pena de muerte por participar en la Batalla del Guayabo, precisamente donde murió el francés Alfredo Berthelin, además de habérsele encontrado en su maleta prendas de ropa manchadas con sangre. Díaz Toro fue fusilado el 20 de noviembre de 1866.